# Akak (Eyumodjock)
Pour les articles homonymes, voir Akak.
Akak est une localité du Cameroun, située dans la Région du Sud-Ouest et le département de la Manyu. Elle est rattachée administrativement à la commune d'Eyumodjock et au canton de Bakogo. On distingue parfois Big Akak et Small Akak.

## Population
La localité comptait 274 habitants en 1953, 340 en 1967, principalement Ejagham.
Lors du recensement de 2005 on y a dénombré 470 personnes.